# Frank Banda
Frank Banda (12 januari 1991) is een Malawisch voetballer die speelt als middenvelder.
Sinds 23 januari 2015 speelt Banda voor het Mozambikaanse CD Costa do Sol, dat hem leende van Silver Strikers.